# Bill Hayden
William George Hayden AC, detto Bill (Brisbane, 23 gennaio 1933 – 21 ottobre 2023), è stato un politico australiano, governatore generale dell'Australia dal 1989 al 1996.

## Carriera
Si è laureato all'Università del Queensland.
Dal dicembre 1961 all'ottobre 1988 è stato membro del Parlamento australiano come rappresentante della Divisione di Oxley.
Dal dicembre 1972 al giugno 1975 è stato Ministro della sicurezza sociale sotto il Governo di Gough Whitlam.
Dal giugno 1975 al novembre dello stesso anno invece è stato
Capo del Dipartimento del Tesoro.
Dal dicembre 1977 al febbraio 1983 è stato leader del Partito Laburista Australiano. Alle elezioni del 1980 perde appannaggio di Malcolm Fraser e diventa quindi leader dell'opposizione.
Nel marzo 1983, quando Bob Hawke divenne Primo ministro, fu nominato Ministro degli affari esteri e rimase in carica fino all'agosto 1988.
Dal febbraio 1989 al febbraio 1996 è stato il 21º Governatore generale dell'Australia.